# Osamu Okamura
Osamu Okamura (* 22. srpna 1973 Tokio, Japonsko) je česko-japonský architekt, vysokoškolský učitel, interpret městského plánování a urbanismu. Od února 2019 do ledna 2023 působil jako děkan Fakulty umění a architektury Technické univerzity v Liberci (TUL). V letech 2005 až 2012 působil jako šéfredaktor architektonického časopisu ERA 21. V letech 2013–2017 působil jako programový ředitel mezinárodního festivalu a konference pro obyvatelnější města reSITE. V roce 2014 byl vybrán časopisem Res Publica Nowa jako „New Europe 100 Outstanding Challenger" mezi 100 osobností, které přispívají k šíření inovací světového významu ve střední a východní Evropě.
Je autorem knihy o problémech současného městského prostředí Město pro každého, ilustrované Davidem Böhmem a Jiřím Frantou, oceněné DAM Architectural Book Award 2022, jako jedné z 10 architektonických knih roku, a Bologna Ragazzi: New Horizons 2021, ilustrované knihy pro mládež.
Osamu Okamura je mladší bratr politiků Tomia Okamury a Hayata Okamury.

## Život
Narodil se v Tokiu, ale vyrůstal v Praze. Studoval Fakultu architektury Českého vysokého učení technického (ČVUT) v Praze, diplomovou práci psal u Aleny Šrámkové v roce 2000. Studoval také architekturu u Emila Přikryla, intermediální tvorbu u Milana Knížáka a konceptuální tvorbu na Akademii výtvarných umění (AVU), kde obhájil diplomovou práci u Miloše Šejna v roce 2003. V roce 1996 absolvoval studijní pobyt na Ecole d’Architecture de Nantes ve Francii.
Na AVU realizoval sociálně-ekologický projekt Znovuoživení bývalé jezuitské koleje v Jičíně (1999–2007), spoluzaložil občanské sdružení Kolej v jednom kole (K1K), s podporou Města Jičína, Nadace rozvoje občanské společnosti a nadace Open Society Fund Praha. Spolupracoval se sociálním ekologem Bohuslavem Blažkem. Po dokončení studií byl městem Jičínem pověřen vedením týmu zpracovatelů studie proveditelnosti Valdštejnská Eurouniverzita – Evropské konferenční a vzdělávací centrum Jičín (2004–2005), následnou architektonickou částí projektu navázali HŠH architekti (2007). 
Za koncept řešení interiéru vinotéky Modrý domeček v Dobřichovicích získal společně s Danielem Zissem zvláštní cenu poroty v soutěži Interiér roku 1999. Realizace rodinného domu „s možností růstu“, v Bělkovicích-Lašťanech (2008), byla zařazena do výběru 35 staveb ročenky Česká architektura 2007–2008.
V letech 2003–2004 byl členem redakční rady architektonického časopisu Fórum architektury a stavitelství. Na architektonická témata přispíval externě do Českého rozhlasu ČRo3 Vltava (2004–2005), do Hospodářských novin (2011) a spolupracoval s Českou televizí (proStory, 2011). Byl šéfredaktorem odborného architektonického časopisu ERA21 (2005–2012), kde rozpracoval 50 témat současné architektury, od roku 2013 je členem redakční rady. Jako programový ředitel mezinárodní urbanistické konference a festivalu reSITE (2013–2017) se zaměřoval na specifická témata udržitelného rozvoje středoevropských měst, na nové ekonomické příležitosti, možnosti efektivnějšího sdílení, lepší zvládání migrace do měst nebo na inovativní technickou infrastrukturu. V letech 2015-2019 byl hlavním kurátorem společného výstupu evropského projektu o sdílení ve městech Shared Cities: Creative Momentum, 11 partnerů ze 6 zemí. Jedním z experimentálních výstupů se stala urbanistická performance Virtual Ritual režiséra Jana Mocka, v koprodukci Divadla Archa.
Od roku 2008 je za Českou republiku nezávislým nominátorem Ceny Evropské unie za současnou architekturu – Ceny Miese van der Rohe. V letech 2009-2012 byl členem Umělecké a vědecké rady Fakulty umění a architektury TUL. V roce 2012 byl členem Rady expertů Evropské ceny za městský veřejný prostor. V letech 2015-2020 byl členem správní rady Nadace české architektury. V letech 2015–2021 byl členem Komise rozvoje urbanismu, architektury a veřejného prostoru Rady MČ Prahy 7. V letech 2019–2021 byl předsedou Komise Rady hl. m. Prahy pro umění ve veřejném prostoru, poté v letech 2021–2022 jejím členem. V letech 2021–2022 byl ambasadorem a členem umělecké rady pro přípravu kandidatury města Liberce na titul Evropské hlavní město kultury 2028. Od roku 2021 do 2023 byl členem vědecké rady Fakulty architektury Vysokého učení technického v Brně. Od roku 2022 je členem vědecko-umělecké rady Fakulty architektury ČVUT v Praze.
V roce 2013 byl grantistou programu Rok jinak Nadace Vodafone, ročního grantu na profesní rozvoj, s cílem zvýšit povědomí veřejnosti o udržitelné architektuře a urbanismu. V roce 2018 byl grantistou Fulbright-Masarykova stipendia pro neziskový sektor, s projektem transferu zkušeností z Nadace chicagské architektury do Nadace české architektury.
Byl vyučujícím na Fakultě umění a architektury TUL (2020–2023), jako externista vyučoval na soukromé vysoké škole architektury Architectural Institute in Prague (ARCHIP) v Praze (2012–2019) a na Fakultě architektury Technické univerzity v Bratislavě (2011–2013). Od roku 2003 externě spolupracuje s americkou Syracuse University. V září 2023 byl hostujícím profesorem na japonské Tokijské vědecké univerzitě.
Na vzdělávacích programech pro veřejnost v oblasti architektury, městského plánování a urbanismu spolupracoval s Moravskou galeriií v Brně (Architektonické procházky, 2005-2011), 4AM Brno, forum experimentelle architektur ve Vídni, spolkem Kruh, Centrem pro středoevropskou architekturu (CCEA), Českými centry (diskusní cyklus O architektuře víc!, 2014), Institutem plánování a rozvoje hl. m. Prahy – Centrem pro architekturu a městské plánování (CAMP), Institutem pro politiku a společnost, Belgrade International Architecture Week (BINA), Aspen Institutem Central Europe, Domem umění České Budějovice, Česko-německým fondem budoucnosti, Zentrum für Kunst und Urbanistik v Berlíně (ZK/U), Knihovnou Václava Havla v Praze (vzdělávací on-line video v rámci cyklu Maturita21, 2021), obecně prospěšnou společností Člověk v tísni (vzdělávací projekt Společně pro kvalitní život v metropoli, 2023), spolkem Pěšky městem (vzdělávací projekt Město očima chodce, 2023).
V roce 2019 podpořil iniciativu platformy Rekonstrukce státu jako jeden z patronů Mantinelů demokracie 2020.
V dokumentárním filmu Český žurnál: Bratři Okamurovi se veřejně přihlásil k tomu, že je gay. V roce 2017 na Prague Pride vystoupil na podporu manželství pro všechny jako jeden z Pride Voices, inspirativních osobností, které pomáhají LGBT komunitě žít lepší život.
Je svobodný.
Ve volbách do Evropského parlamentu v červnu 2024 neúspěšně kandidoval jako nestraník na 6. místě kandidátky Zelených. Strana získala jen 1,55 % hlasů.
V létě 2025 byl jmenován ředitelem českého centra v hlavním měste Gruzie Tbilisi s účinností od září téhož roku.

## Dílo
Město pro každého (Labyrint, Praha 2020) – kniha s podtitulem Manuál pro urbanisty začátečníky je úvodem do základních problémů současného města z pohledu městského plánování a urbanismu: monofunkční městské zóny, brownfieldy, suburbanizace, průmyslové parky, řídce osídlená města, smršťující se města, dopravní kolaps, zhoršující se kvalita životního prostředí, zanedbávání veřejného prostoru, gentrifikace a nedostatek dostupného bydlení, privatizace města, prázdné domy, stárnoucí bytový fond a realitní spekulace, nedostatečná nová výstavba, neexistence politického zadání, nedostatek participace. Problémově orientovaný výklad a několik inspirativních příkladů dobré praxe mají za cíl inspirovat čtenáře k hledání dalších a ještě lepších řešení. 
Kniha Město pro každého vyšla v Německu pod titulem Die Stadt für alle (nakladatelství Karl Rauch Verlag, Düsseldorf 2022), v Číně pod titulem 适合所有人的地方 / Š'-che suo-jou ren ti ti-fang (nakladatelství Tiandi Publishing House, Chengdu 2023), v přípravě je japonské vydání pod titulem みんなの街 / Minna no machi (nakladatelství Kajima Institute Publishing, Tokio, vyjde na přelomu 2023–2024).